# Bergfriedhof (Heidelberg)
O Bergfriedhof é um cemitério multiconfessional em Heidelberg, localizado no bairro Südstadt

## História
A área de aproximadamente 15 hectares foi projetada em 1842 pelo arquiteto jardineiro Johann Metzger. O cemitério foi inaugurado em 1844. O arquiteto adequou a paisagem do cemitério ao romantimo associado a Heidelberg, sendo este um dos mais belos cemitério da Alemanha. Localiza-se no sopé do Königstuhl, orientado para o leste.
O Crematório entrou em operação em 1891, sendo portanto depois de Gotha o mais antigo crematório da Alemanha. O crematório foi completamente renovado em 1990-1991. A cremação é feita com auxílio de um moderno forno elétrico, sendo instalado um sistema de filtragem em 2000.

## Sepultamentos

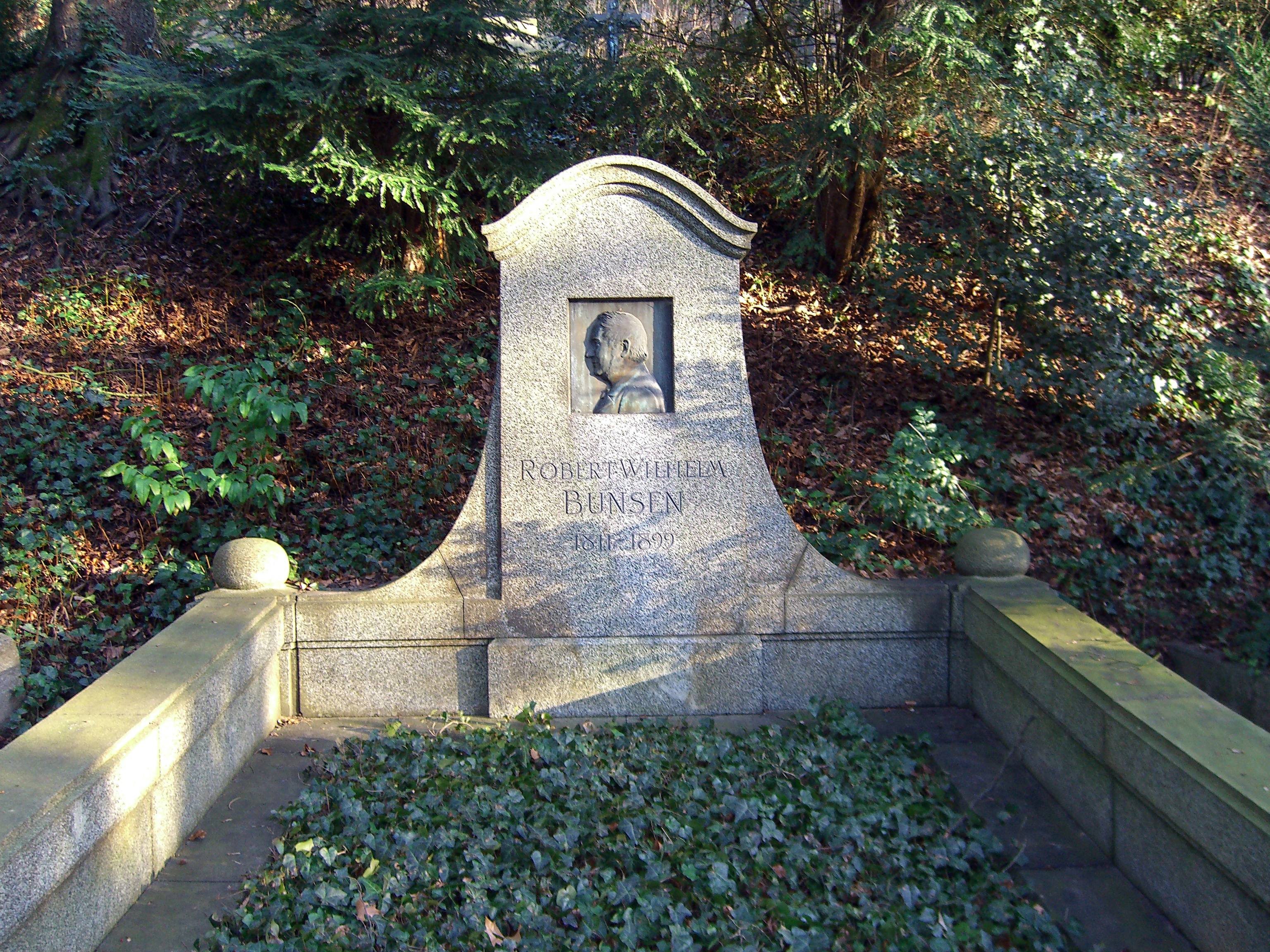
Sepultura de Robert Bunsen

Diversas personalidades foram sepultadas no Bergfriedhof:
- Carl Bosch, Nobel de Química
- Robert Bunsen, químico
- Moritz Cantor, historiador da matemática
- Theodor Curtius, químico
- Hilde Domin, poetisa
- Friedrich Ebert, Presidente da Alemanha
- Friedrich Eisenlohr, matemático
- Albert Fraenkel, médico
- Nikolaus Friedreich, patologista
- Wilhelm Furtwängler, maestro e compositor
- Leopold Gmelin, químico
- Georg Gottfried Gervinus, historiador
- Adolf Hausrath, teólogo
- Georg Jellinek, filósofo do direito
- Albrecht Kossel, bioquímico
- Walther Kossel, físico
- Leo Königsberger, matemático
- Emil Kraepelin, psiquiatra
- Ludolf von Krehl, médico
- Richard Kuhn, Nobel de Química
- Adolf Kußmaul, médico
- Wilhelm Kühne, fisiologista
- Viktor Meyer, químico
- Johannes Minckwitz, enxadrista
- Christian Wilhelm Posselt, médico
- Gustav Radbruch, jurista
- Harry Rosenbusch, geólogo
- Alexander Rüstow, economista
- Albert Speer, arquiteto e ministro do armamento da Alemanha Nazi, condenado nos Julgamentos de Nuremberg
- Anton Friedrich Justus Thibaut, jurista
- Felix Wankel, inventor
- Marianne Weber, feminista
- Max Weber, jurista
- Wilhelm Windelband, filósofo
- Max Wolf, astrônomo

Monumentos lembram as vítimas dos campos de concentração de Auschwitz e Ravensbrück, as comunidades dizimadas durante o holocausto e os mortos da guerra franco-prussiana.
Junto ao Bergfriedhof localiza-se o cemitério judaico, com diversas personalidades históricas sepultadas. Após o retorno dos judeus, depois da Segunda Guerra Mundial, o cemitério judaico tornou-se novamente local de sepultamento de judeus.